# Wang Meifang
Dans ce nom, le nom de famille, Wang, précède le nom personnel.
Pour les articles homonymes, voir Wang (patronyme).
Wang MeiFang (王美芳) est une artiste chinoise, née à Beijing en 1949, héritière de l'enseignement académique de la peinture de cour impériale : elle peint avec Zhao Guojing selon les canons de cette tradition séculaire.

## Biographie
De 1968 à 1976 elle étudie, puis elle est diplômée par l'Institut des Beaux-Arts de Tianjin où elle enseignera ensuite pendant deux ans et demi.
Après quatre années d'études, elle est nommée maître en peinture traditionnelle chinoise de style " Gong Bi ".
Son maître, Zhao Guojing, lui enseigne l’art et la technique de la peinture traditionnelle sur toile de soie. Peu à peu, elle va acquérir son propre style, peignant des personnages féminins avec des arrière-plans très complexes, en réussissant à animer les visages et les mains pour y inclure tous les sentiments souhaités, en se démarquant en cela de la tradition picturale chinoise par la vie particulière qu’ils savent donner à leurs personnages. Ils ont comme sujets de prédilections les personnages historiques et les thèmes illustres de leur pays. Cette accentuation des sentiments exprimés par la peinture du visage et des mains, est une caractéristique et une recherche constante dans l’histoire de la peinture universelle. vivent et travaillent à Nankin, l’ancienne capitale du pays, ville qui est demeurée un centre culturel historique important.
Leurs noms d’artiste sont : Zhao Guojing et Wang Meifang.
En 2006 l'exposition " La Cina al Castello di Duino " rassemble les plus belles oeuvres de Wang Meifang et Zhao Guojing dont l'intégralité du cycle illustrant La Pérégrination vers l'Ouest et la suite de peintures des Douze Belles de Jinling, les fameuses héroïnes du Rêve dans le pavillon rouge,.

## Expositions et distinctions
- Médaille d’argent en 1997
- Médaille de bronze en 1998
- Médaille d’argent en 2000
- Expositions personnelles à Singapour et Taipei en 2000
- Exposition au Musée de Tianjin au printemps 2001
- Exposition au Centre national des Beaux-Arts de Pékin
- Exposition à Saint-Tropez pour l'Année de la Chine en France, en juillet 2004
- Exposition au château de Duino pour l'Année de la Chine en Italie, en 2006
- Exposition au Musée National de Shandong en 2014[4]
- Trois de ses œuvres font partie des collections du Musée des Beaux-Arts de Pékin

La Banque de Chine a frappé quatre pièces de monnaie d’argent, à l’effigie des personnages historiques qu’elle et Zhao Guojing ont illustrés dans leurs œuvres.

## Publications
- Wang MeiFang : Se souvenir des saveurs d'autrefois - Mairie de Saint-Tropez -  (ISBN 2-9522257-0-2) - 2004
- La Cina al Castello Di Duino - Danielle Elisseeff - François Thierry de Crussol - Jean-Pierre Michel - Edizioni Fenice Trieste - 2006

## Marché de l'art
En 2012 se vendait à Tianjin pour 6,3 millions de yuans (environ 1 million d'euros) la peinture sur soie " 丽人行 ". Cette œuvre rend hommage à un poème de Du Fu.
Le 25 mai 2014 se vendait à Tianjin la série des " Douze Belles de Jinling " pour la somme de 14,3 millions de yuans (2 millions d'euros environ).